# Samsunspor

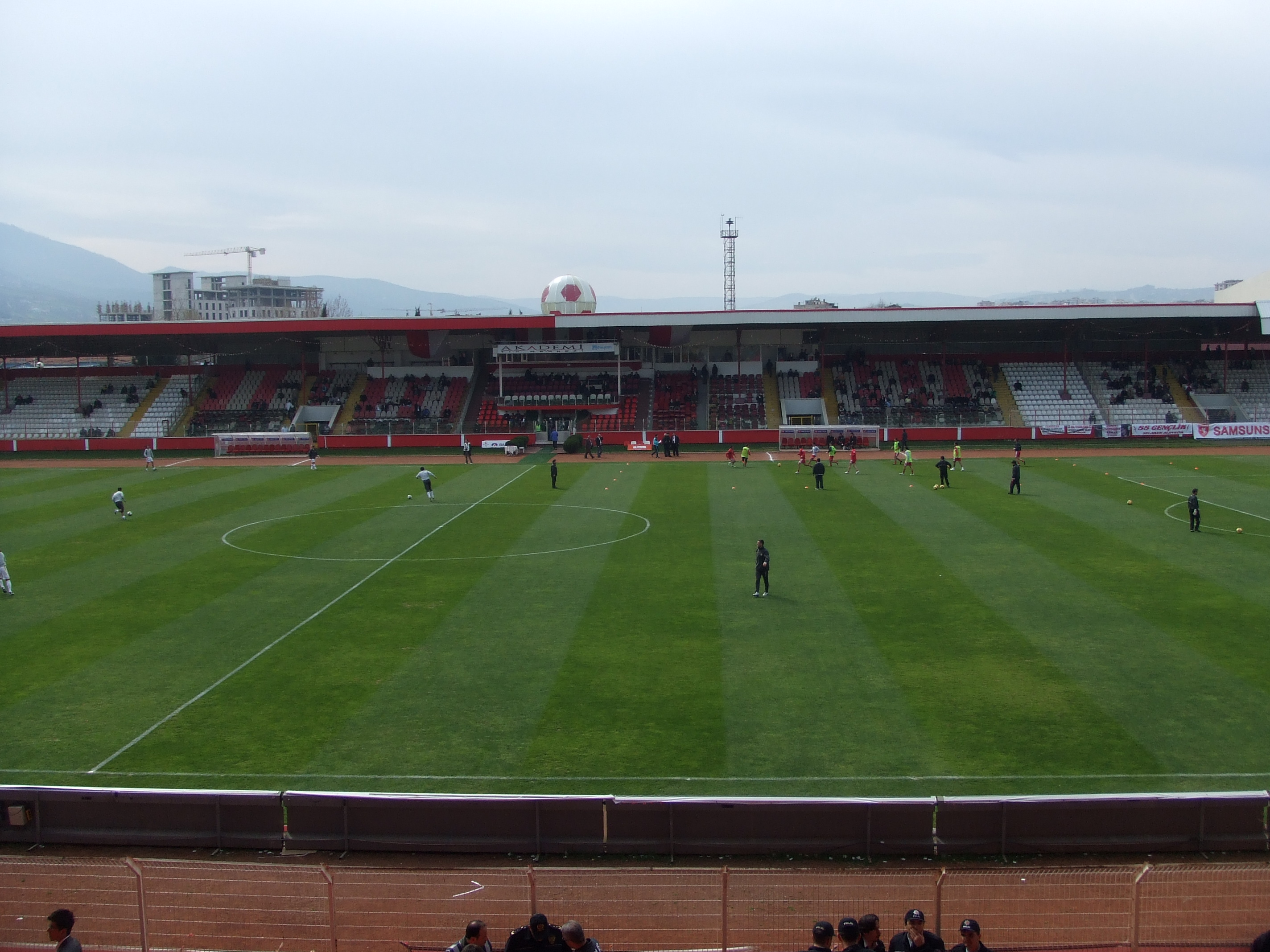
Samsun 19 Mayıs Stadyumu

Samsunspor Kulübü je turecký fotbalový klub z města Samsun, který působí v turecké první lize (Superliga). Klub byl založen v roce 1965 a svoje domácí utkání hraje na stadionu Samsun 19 Mayıs Stadyumu s kapacitou 33 919 diváků.